# Samuel Takyi
Samuel Takyi (Accra, 23 dicembre 2000) è un pugile ghanese, vincitore di una medaglia di bronzo nella categoria dei pesi piuma ai Giochi di Tokyo 2020.

## Biografia
Nato ad Accra da Eunice Smith, una pescivendola del mercato di Makola e del mercante di tessuti Godfred Takyi, Samuel ha cominciato gli studi alla St. Mary's Nursery & Preparatory School per poi passare al Bishop Mixed Junior High School. Appassionato al calcio ed al pugilato, all'età di otto anni si iscrive alla Discipline Gym entrando nella squadra dei Black Bombers.
Nel 2021, partecipa ai Giochi olimpici di Tokyo 2020 rappresentando il Ghana nei pesi piuma, dove arriva a conquistare la medaglia di bronzo battendo Jean Caicedo agli ottavi, David Ávila ai quarti, e perdendo soltanto in semifinale contro lo statunitense Duke Regan.

## Palmarès
- Giochi olimpici

Tokyo 2020: bronzo nei pesi piuma.